# Негован Станковић
Негован Станковић (Себеврање код Врања, 24. јануар 1960 — Београд, 8. октобар 2018) био је српски политичар, високи функционер СПС-а и државни секретар у Министарству за рад, борачка и социјална питања.

## Биографија и каријера
Негован Станковић је рођен 24. јануара 1960. у селу Себеврање, општина Врање, у радничкој породици, од оца Чедомира и мајке Круне, где је и завршио основну школу. Средњу школу унутрашњих послова похађао је у Каменици, а дипломирао је на Правном факултету. Био је секретар ИО Општинског одбора СПС-а у Врању. Једно кратко време је провео на функцији председника Општинског одбора СПС-а Врање, а потом преседника Окружног одбора СПС-а Пчињског округа. У више мандата био је члан Главног одбора СПС-а и члан ИО Главног одбора СПС-а. У два мандата на позицији државног секретара при Министарству за рад, борачка и социјална питања. Преминуо је у Београду 8. октобра 2018. године од последица срчаног удара.